# Rijsoord
Rijsoord (uitspraak: Rezóórt) is een voormalig dorp in de Nederlandse provincie Zuid-Holland, dat sinds 1 september 1855 deel uitmaakt van de gemeente Ridderkerk. Het dorp ligt grofweg rondom de dode rivierarm de Waal.
De bijnaam van Rijsoord en de Rijsoordenaars is 'Kraaiennest' en 'kraaien'. Dit is ook de naam van de carnavalsvereniging. De vereniging heeft met carnaval het hoofdkwartier bij de voetbalvereniging VV Rijsoord, die voor de gelegenheid omgedoopt wordt naar het 'Kraaiennest'.
Rijsoord is begrensd door:
- de Lange Weg in het zuiden (Heerjansdam)
- de Rijksstraatweg en Randweg in het zuidwesten (Barendrecht)
- het Zevenbergse dijkje in het noordwesten (Rotterdam IJsselmonde)
- de A16 in het noordoosten (Ridderkerk) en het oosten (Hendrik-Ido-Ambacht)

Tussen 1 januari 1846 en 1 september 1855 was Rijsoord samen met Strevelshoek deel van de gemeente Rijsoort en Strevelshoek. Daarvoor was het een zelfstandige gemeente.
Rijsoord was vanaf 1888 ook een kunstenaarskolonie, waar vooral Amerikaanse kunstenaars die in Parijs studeerden of werkten in de zomermaanden verbleven.

## Nederlands Hervormde Kerk van Rijsoord
De kerk, gebouwd in 1833 ter vervanging van het uit omstreeks 1336 bestaande kerkgebouw, heeft een vorm van een kruis. Boven op de kerk staat een spitsvormige toren. In de Tweede Wereldoorlog is de klok uit 1805 door de Duitse bezetter gevorderd voor de oorlogsindustrie. Op 16 december 1946 werd de huidige klok opgehangen. Het opschrift is: 'Ik ben een geschenk van de gemeente van Rijsoord. Dato 1946.'

## De Opstandingskerk
Op 11 juli 1889 werd begonnen met de bouwwerkzaamheden voor deze Gereformeerde Kerk. De kerk is in recordtempo gebouwd; slechts 3 maanden na de start van de bouw was de kerk gereed voor gebruik. Op 17 november 1889 werd de kerk in gebruik genomen. De indeling van de kerk is in de loop der jaren verscheidene malen veranderd. De torenklok was tweedehands en had in het begin van de achttiende eeuw dienst gedaan in Middelburg. In 1916 is de kerk uitgebreid. Aan beide zijden is een uitbouw van 4 meter aangebracht. Al snel was de kerk weer te klein. Na onderzoek in 1919 door de commissie van beheer kwam men tot de slotsom dat één galerij aan de westzijde met 72 zitplaatsen voldoende was. Uiteindelijk werd een plan gelanceerd om de achtergevel 4 meter naar achteren te verplaatsen en een nieuwe consistoriekamer én een nieuwe kerkenraadskamer te bouwen. In 1967 kreeg het gebouw een grote opknapbeurt. De naastgelegen pastorie kreeg toen ook een opknapbeurt en werd in gebruik genomen als kerkelijk centrum met de naam 'De Fontijn'. Het kerkgebouw kreeg toen de huidige naam.

## De Rijsoordse molen De Kersenboom
De Rijsoordse molen werd in 1822 in bedrijf gesteld. Hij stond toen aan de andere zijde van de Waal aan de Waaldijk. Ongeveer tegenover de plaats waar hij nu aan de Waalweg staat. In 1991 is hij verplaatst met een dieplader. De ronde stenen molen is een grondzeiler en heeft de functie van korenmolen. Door vrijwilligers wordt graan gemalen.

## Rijsoord als kunstenaarskolonie
Tussen 1888 en 1914 bezochten talloze in Parijs verblijvende kunstenaars, academiedocenten en studenten het dorp Rijsoord om er te schilderen. Hotel Warendorp (nu Restaurant Ross Lovell) functioneerde als hun hoofdkwartier. Degene die de aanzet gaf was een Hollandse Amerikaan uit Chicago, wiens ouders oorspronkelijk in Rijsoord hadden gewoond: de beeldend kunstenaar en academiedocent John H. Vanderpoel (1857-1911), geboren als Johannes van der Poel in Haarlemmermeer. Op 12-jarige leeftijd emigreerde hij in 1869 na het overlijden van zijn moeder met zijn familie naar Amerika (Chicago). Zijn ouders Jan van der Poel en Maria van Nes hadden voor Johns geboorte enige tijd in Rijsoord gewoond, in de Burghoeve aan de Pruimendijk. In Chicago gaat Vanderpoel naar de kunstacademie, waar hij later als docent werkzaam is en vervolgens directeur wordt. In de zomer van 1888 bezoekt Vanderpoel vanuit Parijs het dorp Rijsoord samen met een groep academiestudenten, onder wie Anna Stanley, en logeert bij zijn nichtje Volksje Noorlander-Van Nes. John Vanderpoel moet zijn nicht hebben beloofd om iedere zomer vanuit Parijs naar Rijsoord terug te keren, want in 1889 bouwt het echtpaar Noorlander aan Waalweg nr. 3 een nieuwe boerderij, die tevens als onderkomen voor reizigers en kunstenaars zou dienen: Pension Noorlander. Het pension was vlak achter Hotel Warendorp gelegen. De Amerikaanse kunstenares Wilhelmina Douglas Hawley (1860-1958) kwam in 1892 voor het eerst in Rijsoord. Nog steeds exposeren diverse Ridderkerkse kunstenaars tijdens de Ridderkerkse Kunstroute in Rijsoord.

## Tweede Wereldoorlog
Op 15 mei 1940 vond in Rijsoord de capitulatie van de Nederlandse strijdkrachten aan de Duitsers plaats. Generaal Winkelman tekende in de school aan de Rijksstraatweg 101 de overgave. In het gebouw is tegenwoordig het Museum Johannes Postschool gevestigd. Voor het museum staat een monument met de tekst: "Een volk dat zijn verdediging verwaarloost zet zijn vrijheid op het spel" en op het terrein zelf staat een beeld van generaal Winkelman.

## Industrie
In Rijsoord zijn diverse (glas)tuinbouwbedrijven gevestigd. Rijsoord was ook een dorp waar veel vlas werd verbouwd en verwerkt tot linnen en touw. Uit het vlas werd ook lijnzaad gewonnen voor het maken van lijnzaadolie die geëxporteerd wordt door de firma De Groot & Van Nes. De typische geur van vlas hing door het hele dorp heen. Het roten van het vlas gebeurde in 'de Waal', een dode rivierarm die door het dorp loopt.

## Inwoners

### Bevolkingsopbouw
Rijsoord heeft een totale bevolking van 3.005 inwoners, waarvan 1.510 mannen en 1.490 vrouwen. Deze is als volgt samengesteld over de leeftijdscategorieën:
| Leeftijdscategorie | Percentage |
| ------------------ | ---------- |
| 0-14 jaar          | 16%        |
| 15-24 jaar         | 11%        |
| 25-44 jaar         | 20%        |
| 45-64 jaar         | 30%        |
| > 65 jaar          | 21%        |

### Bekende oud-inwoners
- Wilhelmina Douglas Hawley (1860-1958), Amerikaans kunstschilderes[4]
- Anna Stanley (1864-1907), Amerikaans kunstschilderes[6]
- Paul de Leeuw (1962), presentator, cabaretier[bron?]

## Geboren
- Arie de Zeeuw (1881-1967), politicus
- Jan de Zeeuw (1921-2008), burgemeester
- Martin Kers (1944), landschapsfotograaf
- Jeroen Kroos (1970), portretfotograaf

## Fotogalerij

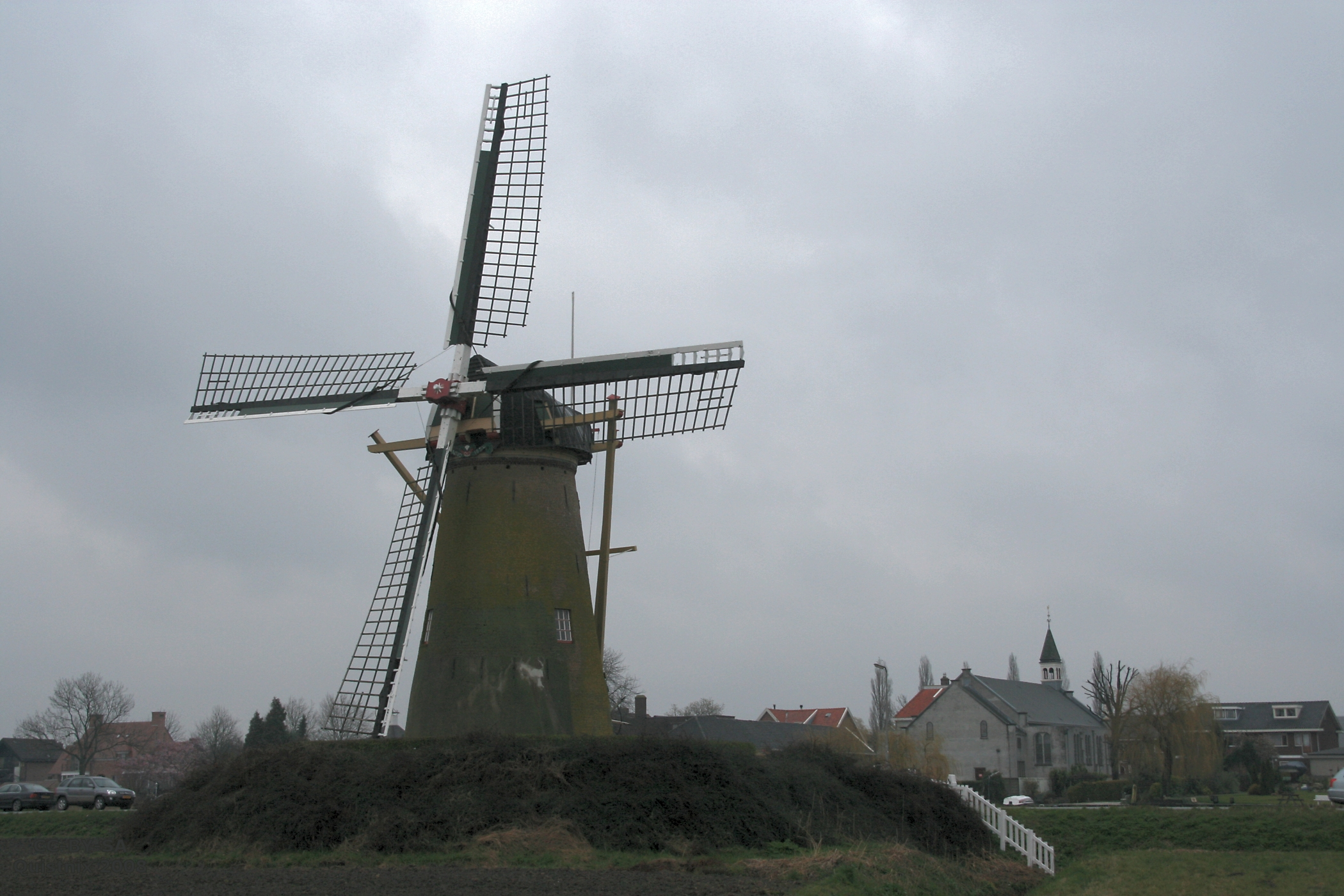
Korenmolen De Kersenboom
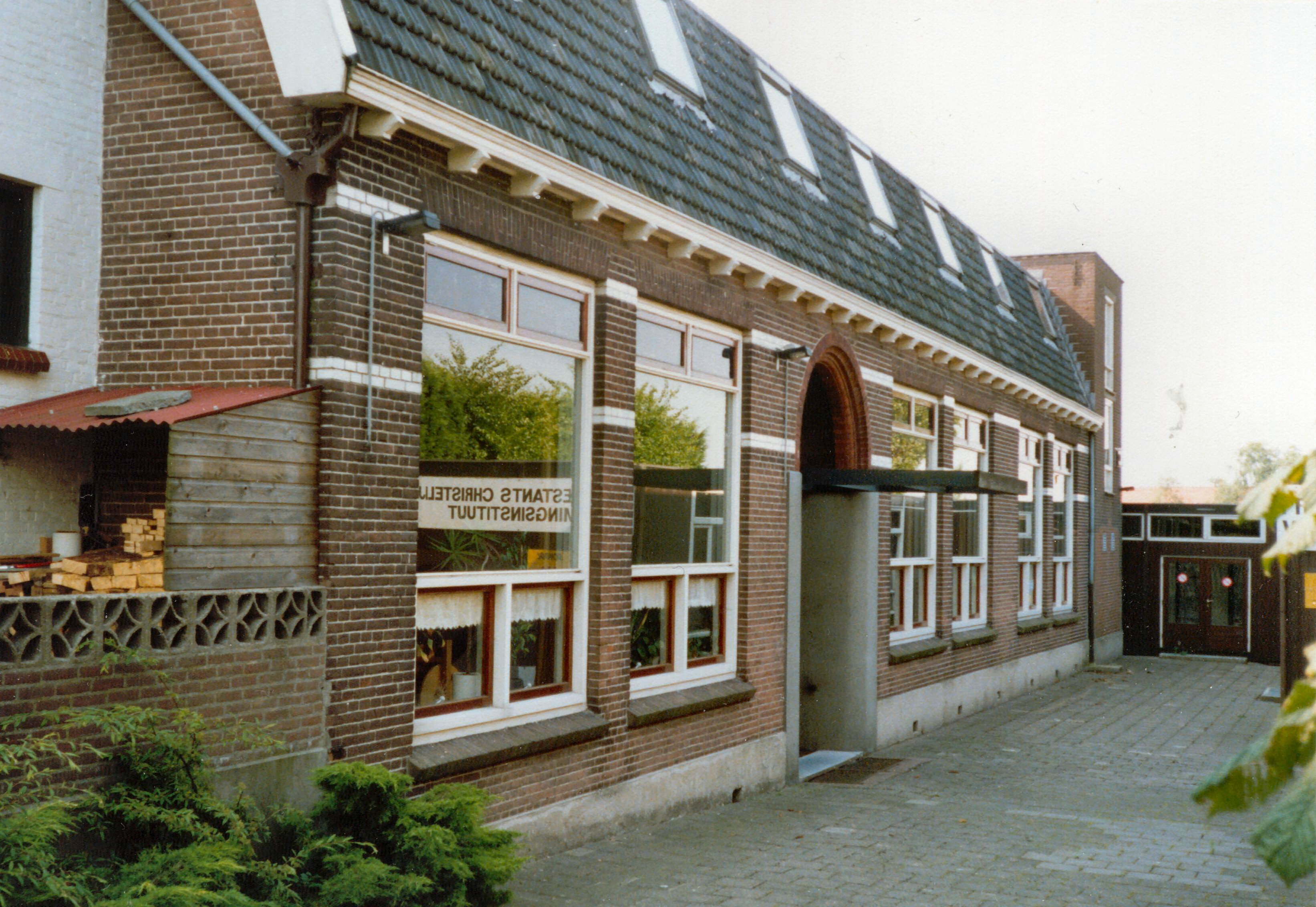
Voormalige Christelijke Lagere School waar de Nederlandse capitulatie werd getekend
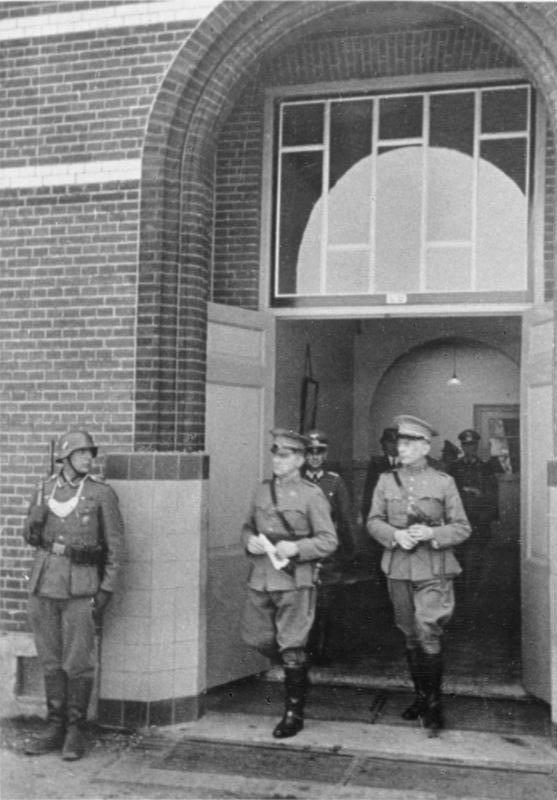
Generaal Winkelman verlaat op 15 mei 1940 het schoolgebouw waar de capitulatie is getekend
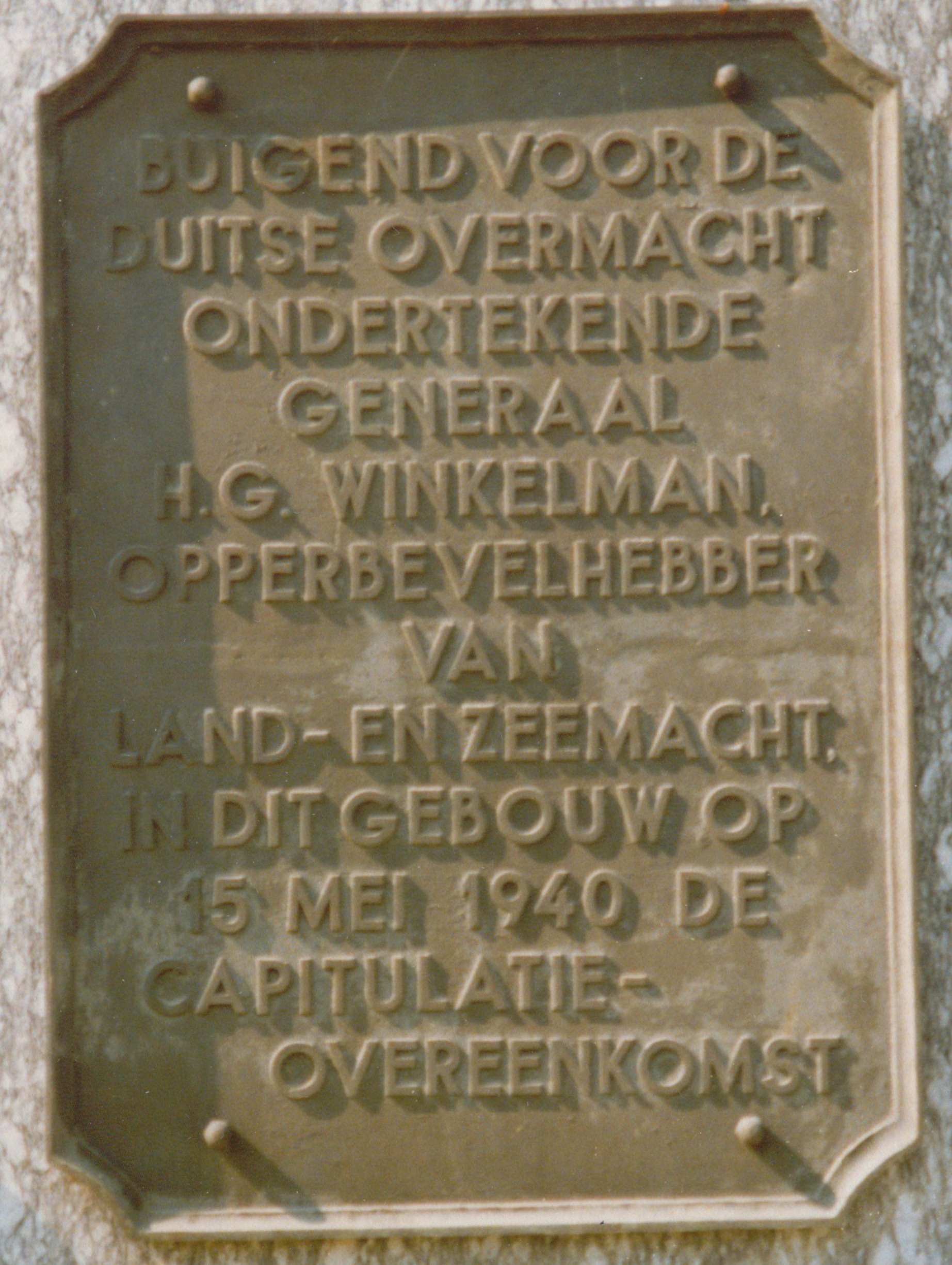
Capitulatiemonument
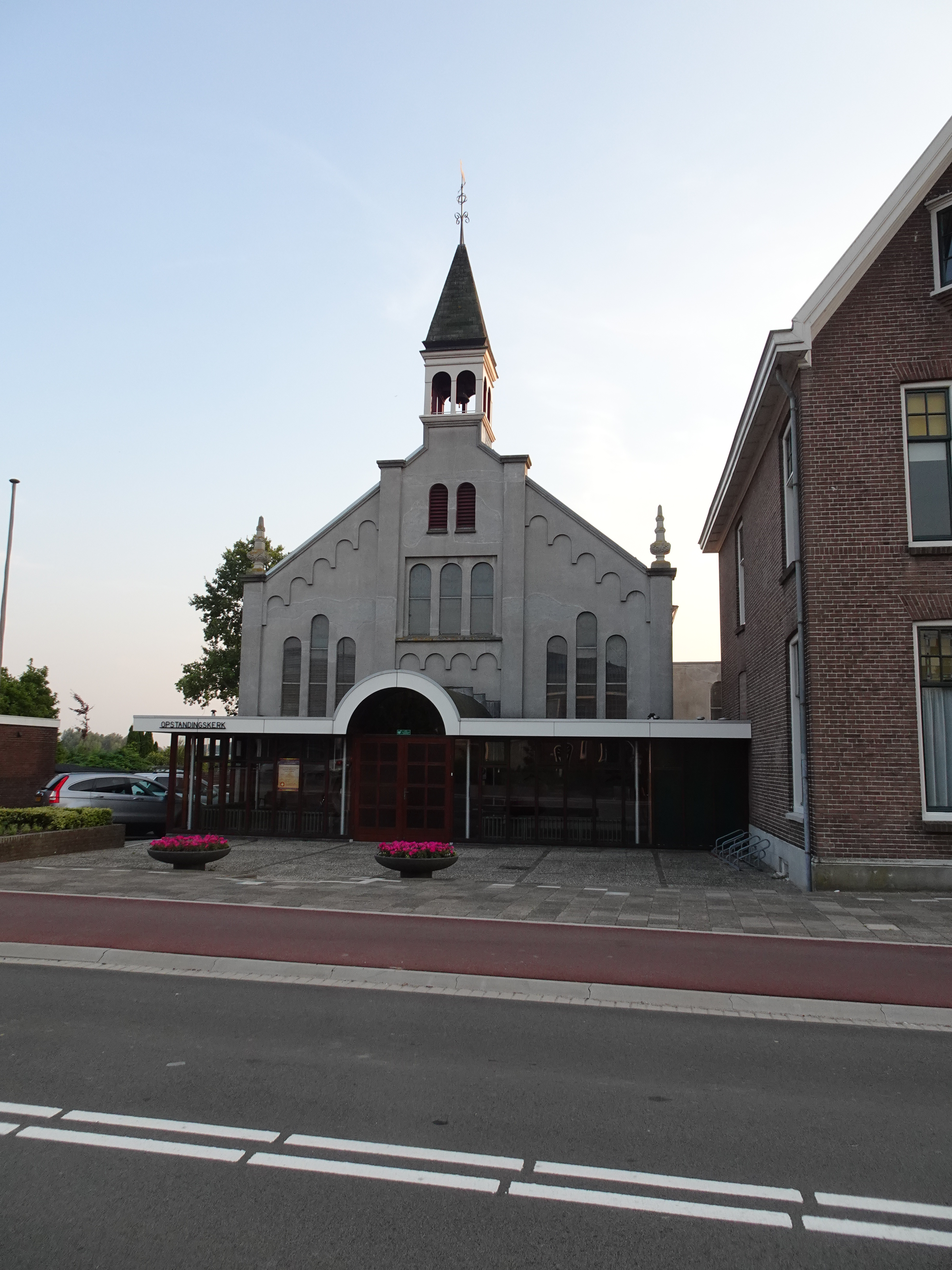
Opstandingskerk

Bolnes · Oostendam · Oude-Molen · Ridderkerk · Rijsoord · Slikkerveer · Strevelshoek · Wevershoek · Zwaantje · Zwet

Zuid-Holland: Steden en dorpen    Nederland: Provincies · Gemeenten